# 皮埃德拉斯內格拉斯區
彼德拉斯內格拉斯區（西班牙語：Piedras Negras），是哥斯達黎加的一個區，位於該國中部聖何塞省，面積17.89平方公里，海拔高度505米，2011年人口379，人口密度每平方公里21.19人。